# Batalla de Mortemer
La batalla de Mortemer –librada a principios del año 1054- fue un enfrentamiento militar entre la caballería normanda y una fuerza invasora franco-angevina, combate que tuvo lugar en territorio de la comuna de Mortemer, en el ducado de Normandía.

## Antecedentes
En marzo de 1051, Godofredo Martel, conde de Anjou, había tomado posesión del condado de Maine, y de Domfront y Alenzón, en la frontera sur de Normandía.
A fines del verano o principios del otoño de ese mismo año, como respuesta, mientras Enrique I de Francia amenazaba por la retaguardia a Godofredo, Guillermo el Conquistador, duque de Normandía, puso cerco a Domfront, y, por otra parte, tomó Alenzón después de marchar hacia allí por la noche, caer por sorpresa, prender fuego a una torre y mutilar a sus defensores. Tan grande fue la ola de terror, que Domfront se rindió inmediatamente a cambio de piedad y protección.
Sin embargo, estos triunfos de Guillermo le hicieron aparecer demasiado poderoso a ojos del rey Enrique, que le quitó su alianza y se unió a sus enemigos: Godofredo de Anjou, Teobaldo III de Blois y los barones normandos que estaban en franca rebelión.

## La campaña que precedió a la batalla
Mientras se preparaba la invasión franco-angevina, Guillermo sitiaba a uno de sus barones rebeldes, su tío Guillermo de Talou, conde de Arques, y obtenía la rendición de este a fines de 1053.
Entretanto, Enrique y Godofredo terminaban de dar forma a una gran coalición que comprendía tropas de varias partes de la Galia –Isla de Francia, Anjou, Blois, Ponthieu, Aquitania-. Tras de que se reunieran estos contingentes, el ejército se dividió en dos: un cuerpo se puso bajo las órdenes de Eudes, hermano del rey; al tiempo que la principal fuerza invasora entraría bajo el mando de Enrique y Godofredo.
En consecuencia, antes de febrero de 1054, dos ejércitos franco-angevinos invadieron Normandía. Las tropas de Eudes entraron en el oriente del ducado y comenzaron a sembrar devastación, mientras las fuerzas del rey y Godofredo entraron por el condado de Évreux, que fue entregado al saqueo. Su proyecto era reunir los dos ejércitos una vez que llegaran delante de Ruan, la ciudad más importante del ducado.

## La batalla
Por su parte, Guillermo, apenas después de tomar el castillo de Arques, fue capaz de reunir una gran fuerza para la defensa, ya que mientras muchos de sus barones se unieron al invasor, otros tantos se mantuvieron leales.
También constituyó dos contingentes, uno con sus caballeros y los de Guillermo FitzOsbern, Odón de Bayeux y Roberto de Mortain, con los que esperaba la llegada de la hueste real por una orilla del Sena.
El otro estuvo a las órdenes de Roberto de Eu, Walter Giffard y Roger de Mortemer, y debía detener la incursión de Eudes, que venía por la otra orilla del río.
Este y sus hombres avanzaron hacia la comarca de Mortemer, y allí se entregaron sin freno a la violación y el saqueo; ampliamente dispersos e indisciplinados, ofrecieron un blanco fácil, de suerte que cuando las tropas de Roberto de Eu avanzaron rápidamente durante la noche, cayeron por sorpresa sobre el enemigo, sacaron una ventaja inicial y, en definitiva, obtuvieron una victoria aplastante. A pesar de que el enfrentamiento duró muchas horas y se combatió con ferocidad, al parecer no se pudo devolver el orden a las fuerzas francesas. Por fin Eudes y los suyos se dieron a la fuga, pero no antes de sufrir una gran masacre y dejar muchos prisioneros.
La victoria normanda fue tan completa que, cuando llegaron las noticias del desastre a Enrique y Godofredo, que avanzaban por la otra orilla del Sena contra Guillermo, se desanimaron y también emprendieron la retirada con su parte del ejército invasor.

## Consecuencias
De inmediato cesó toda rebelión interna. Guillermo de Talou perdió toda esperanza de volver del exilio, su condado fue confiscado y su hijo desheredado. Poco después, en 1055, se reunió el concilio de Lisieux para destituir al arzobispo Mauger, el otro tío de Guillermo, que había pedido la invasión franco-angevina a propósito de derrocar a su sobrino. Así las cosas, el duque, que ya en 1047 –batalla de Val-ès-Dunes- se había hecho fuerte en Baja Normandía, estableció firmemente su poder en Alta Normandía.
En 1057, Enrique y Godofredo llevaron a cabo una segunda invasión, que sería la última. Esta vez avanzaron por el valle del Orne y hacia la ciudad de Caen, pero Guillermo los interceptaría en un vado y sus tropas volverían a hacer una gran matanza de franceses y angevinos (batalla de Varaville). A la muerte de Enrique y Godofredo (ambas ocurrieron en 1060), Guillermo quedó con las manos libres para anexionarse el condado de Maine, lo que hizo en 1063, y emprender la conquista de Inglaterra.